# Callicebus baptista
El titi del lago Batista (Callicebus baptista) es una especie de primate platirrino (mono del Nuevo Mundo), endémico en Brasil.